# Stellaria parviflora
Stellaria parviflora är en nejlikväxtart. Stellaria parviflora ingår i släktet stjärnblommor, och familjen nejlikväxter. Utöver nominatformen finns också underarten S. p. ignis.